# Christopher Luxon
Christopher Mark Luxon (Christchurch, 19 juli 1970) is een Nieuw-Zeelandse politicus en sinds eind november 2023 premier van Nieuw-Zeeland. Sinds 30 november 2021 is hij partijleider van de New Zealand National Party (kortweg de National), aanvankelijk als oppositieleider in het parlement van Nieuw-Zeeland.

## Biografie
Christopher Luxon werd op 19 juli 1970 geboren in Christchurch in de regio Canterbury van het Zuidereiland van Nieuw-Zeeland en was de oudste van drie zonen in het gezin. Zijn vader was verkoopmanager bij Johnson & Johnson en zijn moeder was psychotherapeut. Toen Luxon zeven jaar oud was, verhuisde het gezin naar Howick, een buitenwijk van oost-Auckland, waar hij achtereenvolgens naar de Botany School, Cockle Bay Primary en Howick College ging. Toen hij vijftien was, verhuisde het gezin terug naar Christchurch, waar hij zijn laatste jaar van de middelbare school afmaakte. Daarna studeerde hij van 1989 tot 1992 aan de Universiteit van Canterbury, waar hij afstudeerde met een Bachelor en Master of Commerce in Business Administration. In zijn laatste studiejaar nam Luxon deel aan het Management Trainee Programme van Unilever, waar hij in alle onderdelen van het bedrijf werd ingezet.

## Professionele carrière
Na het afronden van zijn studie werkte hij achttien jaar bij Unilever, de eerste twee jaar als manager voor de wasmiddelendivisie in Nieuw-Zeeland. Daarna werkte hij in Australië, waar hij in Sydney verschillende functies in de verkoop en marketing had. Hij bleef er vijf jaar en tijdens de laatste drie jaar leidde hij ook een van de Aziatische innovatiecentra van Unilever. Hierna was hij drie jaar lang directeur van de Global Deodorants and Grooming Category op het hoofdkantoor in Londen. Het bedrijf stuurde hem daarna naar Chicago als Regional Category Vice President Deodorants and Grooming North America en vervolgens naar Toronto, waar hij zijn loopbaan bij Unilever afsloot als directeur van de Canadese tak.
In mei 2011 stapte Luxon over naar Air New Zealand als Group General Manager International Airline en keerde terug naar Auckland. Hij werkte zes jaar voor dit bedrijf.

## Politieke carrière
Voor de parlementsverkiezingen van 2020 stelde de National hem kandidaat voor de kieskring Botany in de regio Auckland. Volgens Luxon had voormalig premier John Key hem aangemoedigd om zich kandidaat te stellen toen de zetel nog bezet werd door het onafhankelijke parlementslid Jami-Lee Ross, die in 2019 de partij had verlaten na een heftige en publieke strijd met partijvoorzitter Simon Bridges.
Luxon won de verkiezing, en kreeg daarmee op 17 oktober 2020 voor het eerst een zetel in het parlement van Nieuw-Zeeland. Luxon kreeg op 30 november 2021 de rol van oppositieleider van zijn partij en werd tegelijkertijd verkozen tot partijleider.
Bij de parlementsverkiezingen medio oktober 2023 moest premier Chris Hipkins van de New Zealand Labour Party zijn nederlaag tegen Luxon erkennen, die met zijn partij met net geen 39% van de stemmen won. Hij had geen absolute meerderheid, maar kon uiteindelijk een coalitie vormen met de partijen ACT Nieuw-Zeeland en Nieuw-Zeeland First en werd op 27 november 2023 beëdigd. Op dezelfde dag presenteerde hij zijn kabinet aan het land.
Zijn ministeriële functies:
| Minister                                        | van              | tot en met |
| ----------------------------------------------- | ---------------- | ---------- |
| Prime Minister                                  | 27 november 2023 | heden      |
| Minister for National Security and Intelligence | 27 november 2023 | heden      |
| Minister Responsible for Ministerial Services   | 27 november 2023 | heden      |

## Privé
Luxon is getrouwd en heeft twee kinderen: een dochter en een zoon.